# Mílton Prates
Mílton Prates (Montes Claros, 7 de janeiro de 1888 — Montes Claros, 1º de setembro de 1974) foi um político brasileiro. Exerceu o mandato de deputado federal constituinte por Minas Gerais em 1946.